# 雷森市镇

雷森市镇在北马其顿的位置

雷森市镇是北马其顿共和国的一个市镇。该市镇西邻奧赫里德市鎮，北邻代米尔希萨尔市镇，东邻比托拉市镇，南邻希腊、阿尔巴尼亚。总面积550.77 km²，总人口19887（2017）。

## 人口
雷森市镇总人口16,825（2002），其中马其顿人12,798，土耳其人1,797，阿尔巴尼亚人1,536。